# Ethan Juan
Ethan Ruan Jing Tian (caratteri cinesi: 阮經天; pinyin: Ruan Jingtian; Taichung, 8 novembre 1982) è un attore e modello taiwanese.

## Filmografia

### Cinema
- Liu hao chu kou (六號出口), regia di Yu-Hsien Lin (2006)
- Shen xuan zhe (神选者), regia di Aozaro Shiau (2007)
- Ai dao di (爱到底), regia di  Yi-xian Chen, Vincent Fang, Tzi-Chiao Huang e Giddens Ko (2009)
- Nan sheng jia li xin zhuan (男生贾里新传), regia di Wei Li (2009)
- Monga (艋舺), regia di Doze Niu (2010)
- Ai (爱), regia di Doze Niu (2012)
- I soldati dell'imperatore (血滴子), regia di Andrew Lau (2012)
- Jun zhong le yuan (軍中樂園), regia di Doze Niu (2014)
- Bao zou shen tan (暴走神探), regia di Clara Law (2015)
- Lian ai zhong de cheng shi (恋爱中的城市), regia di Runnian Dong, Tien-Yu Fu, Jiatong Ji, Muye Wen e Han Yi (2015)
- The Assassin (刺客聶隱娘), regia di Hou Hsiao-hsien (2016)
- Zai shi jie de zhong xin hu huan ai (在世界的中心呼唤爱), regia di Qunshu Gao, Hu Guan, Hua-Tao Teng, Meng Zhang e Yibai Zhang (2016)
- Mou sha si shui nian hua (谋杀似水年华), regia di Fruit Chan (2016)
- Niu Yue Niu Yue (纽约纽约), regia di Dong Luo (2016)
- Never Said Goodbye (谎言西西里), regia di Yu-Hsien Lin (2016)
- Xin li zui: Cheng shi zhi guang (心理罪城市之光), regia di Xu Jizhou (2017)
- Detective Dee e i quattro Re celesti (狄仁杰之四大天王), regia di Tsui Hark (2018)
- Shen tan Pu Song Ling (神探蒲松龄之兰若仙踪), regia di Vash (2019)

### Televisione
- Mi Jia Le Zhi Wu (米迦勒之舞) - serie TV (2004)
- Lu guang sen lin (綠光森林) - serie TV (2005)
- Hua yang shao nian shao nu (花樣少年少女) - serie TV (2006-2007)
- Wo tsai Kenting* Tien chi ching (我在墾丁*天氣晴) - serie TV (2007)
- Re qing zhong xia (热情仲夏) - serie TV (2007)
- Ming zhong zhu ding wo ai ni (命中注定我愛你) - serie TV (2008)
- Wu di Shan Bao Mei (無敵珊寶妹) - serie TV (2008)
- Bài Quǎn Nǚwáng (败犬女王) - serie TV (2009)
- The Weasel Grave (鬼吹灯之黄皮子坟) - webserie (2017)
- Fuyao (扶摇) - serie TV (2018)